# Irán Castillo
Irán Castillo Pinzón (Veracruz, 4 gennaio 1977) è un'attrice e cantautrice messicana.
Ha iniziato la sua carriera negli anni '90, interpretando vati ruoli in telenovelas come Agujetas de color de rosa, Confidente de Secundaria e Preciosa. Successivamente, ha recitato in telenovelas come Soñadoras, Amar Otra Vez e Clase 406, oltre a film come El Tigre de Santa Julia, La Segunda Noche e Cabeza de Buda. Inoltre è nota soprattutto come cantante per il suo singolo Yo por el (1997).

## Filmografia parziale

### Televisione
- Clase 406 (2002-2003)
- Alborada (2005-2006)
- Que te perdone Dios (2015)

### Cinema
- 31 días (2013)
- The Exorcism of God (2022)

## Discografia parziale

### Album in studio
- 1997 – Tiempos Nuevos
- 1999 – Tatuada en tus besos
- 2014 – Amanecer

## Premi e riconoscimenti
- Premio Ariel
  - 2012 – Candidatura al premio come Miglior attrice per Victorio[1]